# Мороз, Василий Иванович
Васи́лий Ива́нович Моро́з (20 мая 1931 года, Москва — 23 июня 2004 года, там же) — советский и российский астроном, доктор физико-математических наук, профессор МГУ, лауреат Государственной премии СССР (1985), заслуженный деятель науки Российской Федерации (1999).

## Биография
Окончил МГУ в 1954 году. Диссертацию на соискание учёной степени кандидата физико-математических наук защитил в 1958 году, доктора физико-математических наук — в 1964 году. В 1954—1956 годах работал в Астрофизическом институте АН КазССР, в 1956—1974 годах — в ГАИШ, с 1974 года работал в Институте космических исследований АН СССР, заведующий отделом «Физика планет и малых тел Солнечной системы». Более 25 лет преподавал в МГУ, профессор.
Основные труды в области планетологии — физики планет Солнечной системы. Одним из первых в СССР начал наблюдения небесных объектов в инфракрасном диапазоне. Провел цикл исследований планет и спутников методами инфракрасной спектроскопии, в результате которых были обнаружены окись углерода в атмосфере Венеры и полосы кристаллизационной воды в спектре отражения марсианского грунта, пересмотрены оценки давления в марсианской атмосфере, изучены спектральные особенности галилеевых спутников Юпитера и открыты ледяные оболочки Ганимеда, Европы и Каллисто. Руководил рядом научных экспериментов на советских космических аппаратах, запускавшихся к Марсу и Венере. В числе этих экспериментов наиболее важен цикл работ по измерению содержания водяного пара в атмосферах Марса и Венеры оптическими методами, в частности, спектрометрами спускаемых аппаратов АМС «Венера-11» и «Венера-12» в 1978 году от облаков до поверхности Венеры измерен профиль содержания водяного пара. Принимал участие в проекте «Вега».
Автор более 260 публикаций в научных журналах, а также монографий «Физика планет» (1967) и «Физика планеты Марс» (1978), соавтор учебника «Курс общей астрономии», переведённого на многие языки (5-е изд. 1983).
Заслуженный деятель науки Российской Федерации (1999).
Умер в 2004 году. Похоронен на Востряковском кладбище.
В его честь назван кратер на Марсе и астероид № 16036.